# Truckee (rivière)

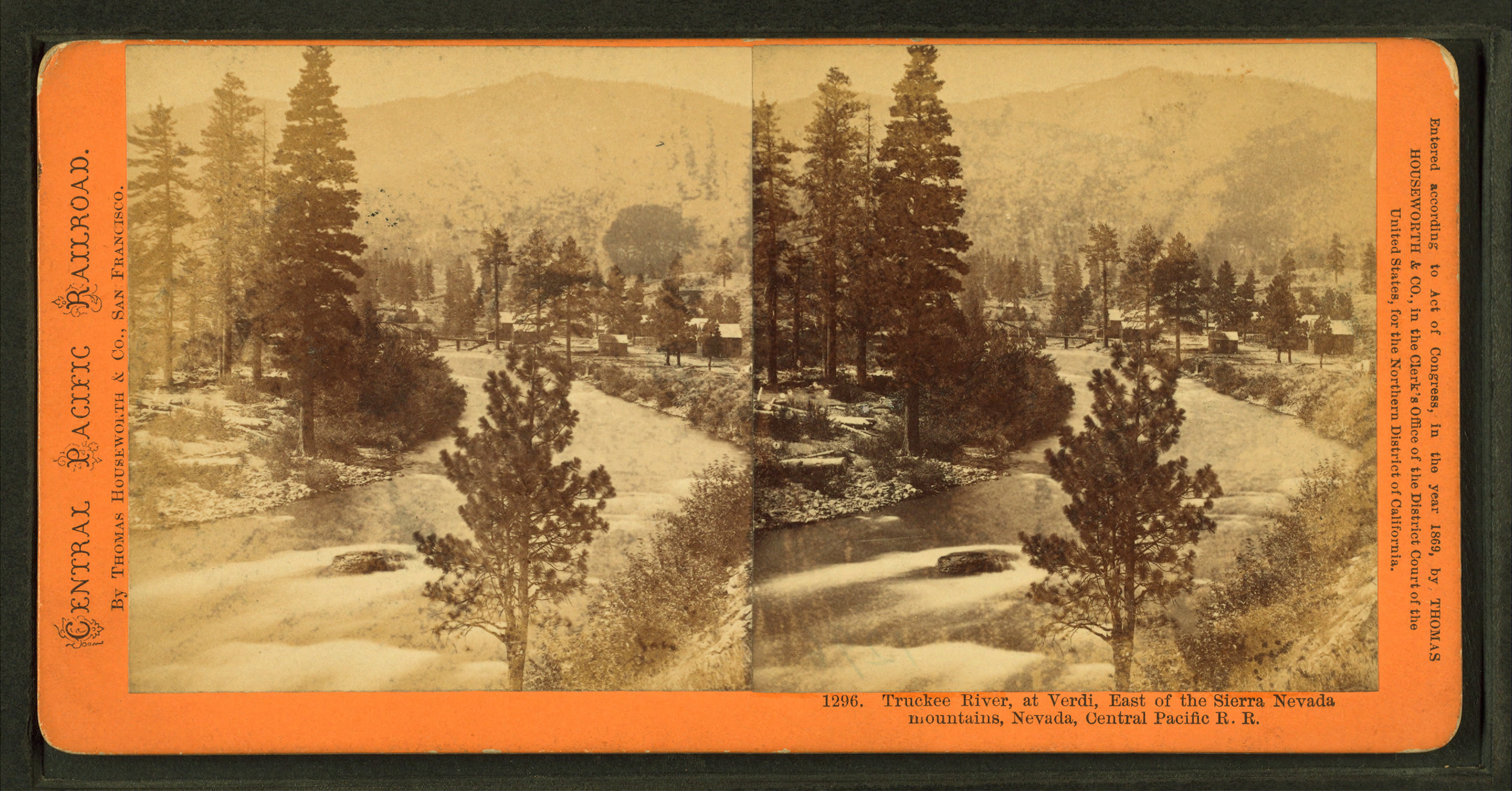
La rivière Truckee à Verdi (Nevada) en 1868 lorsque la Central Pacific Railroad atteignit le site.

La Truckee River est un cours d'eau long de 225 km qui coule au nord de la Californie et du Nevada. Elle prend sa source dans la Sierra Nevada et se jette dans le Pyramid Lake dans le Grand Bassin. 